# 브랜던 펄라
브랜던 펄라(Brandon Firla)는 캐나다의 배우, 영화배우, 각본가, 희극 배우, 텔레비전 배우이다.
캘거리에서 태어났다.

## 영화
- 과거를 찾아서 (2013년) - 지미 / 조니 역
- 스코어: 하키 뮤지컬 (2010년)
- 앳 홈 바이 마이셀프...위드 유 (2009년)
- 핀 온 더 플라이 (2008년) - 밥 역
- 맨 오브 더 이어 (2006년)
- 산타 슬레이 (2005년)
- 굿펜스 (2003년)